# Хлорацетат натрия
Хлорацетат натрия — органическое соединение,
соль натрия и хлоруксусной кислоты
с формулой ClCH2COONa,
бесцветные кристаллы,
растворяется в воде.

## Получение
- Нейтрализация хлоруксусной кислоты карбонатом натрия:

{\displaystyle {\mathsf {Na_{2}CO_{3}+2ClCH_{2}COOH\ {\xrightarrow {}}\ 2\;ClCH_{2}COONa+CO_{2}\uparrow +H_{2}O}}}

## Физические свойства
Хлорацетат натрия образует бесцветные кристаллы.
Растворяется в воде,
плохо растворяется в метаноле,
не растворяется в ацетоне, бензоле, диэтиловом эфире, тетрахлорметане.

## Применение
- В производстве индигоидных красителей, дефолиантов, гербицидов (например, 2,4-дихлорфеноксиуксусная кислота), витаминов группы B6, лекарственных средств (например, резерпин).